# Gymnelia beatrix
Gymnelia beatrix là một loài bướm đêm thuộc phân họ Arctiinae, họ Erebidae.